# Диармайт мак Томмалтайг

Ирландия в VIII — первой трети IX века

Диармайт мак Томмалтайг (др.‑ирл. Diarmait mac Tommaltaig; умер в 833) — король Коннахта (до 833 года) из рода Уи Бриуйн.

## Биография
Диармайт был одним из сыновей умершего в 774 году Томмалтаха мак Мургайла и правнуком правителя Коннахта Индрехтаха мак Муйредайга. Он принадлежал к септу Сил Муйредайг, одной из частей Уи Бриуйн Ай. Земли Уи Бриуйн находились на равнине Маг Ай, располагаясь вокруг древне-ирландского комплекса Круахан.
Согласно списку коннахтских монархов, сохранившемуся в «Лейнстерской книге», Диармайт мак Томмалтайг унаследовал престол Коннахта в 815 году после смерти своего брата Муиргиуса. Однако некоторые современные историки (в том числе Ф. Д. Бирн) считают, что преемником Муиргиуса был упоминавшийся в ирландских анналах в 818 году Маэл Котайд мак Фогартайг из Сил Катайл. Предполагается, что после смерти Муиргиуса в Коннахте началась борьба за престол, основными участниками которой были Диармайт и Маэл Котайд. В «Лейнстерской книге» сообщается о шестнадцати годах правления Диармайта, что должно относить время его восшествия на коннахтский престол примерно к 817 году.
Первое датированное сообщение о Диармайте мак Томмалтайге относится к 816 году, когда он нанёс поражение конкурировавшему с Уи Бриуйн роду Уи Фиахрах Муаде и захватил Фойрбрен, принадлежавший подчинявшемуся Уи Фиахрах племени Грекрайге. По свидетельству анналов, многие местные жители погибли во время этого вторжения Диармайта.
В 818 году войско Уи Бриуйн под командованием королей Диармайта мак Томмалтайга и Маэл Котайда мак Фогартайга нанесло в сражении при Форате (между Саком и Шанноном) поражению войску малого королевства Уи Мане. На поле боя пал правитель Уи Мане Катал мак Мурхада. Сообщая об этом событии, анналы наделяют и Диармайта, и Маэл Котайда титулами «короли Уи Бриуйн». На основании этих данных предполагается, что в это время Коннахтом или единолично правил Маэл Котайд, или власть над королевством была разделена между ним и Диармайтом. После сражения при Форате о короле Маэл Котайде в исторических источниках больше не упоминается. Вероятно, это связано с тем, что вскоре после этого вся полнота власти в Коннахте перешла к королю Диармайту.
Во время своего правления Диармайт мак Томмалтайг был вынужден бороться с мятежами в Коннахте. В 822 году он в союзе с Уи Мане нанёс при Тарбге поражение своим родичам из рода Уи Бриуйн. Сообщается, что на поле боя пали Дунхад мак Маэнайх и Гормгал мак Дунхада. По свидетельству анналов, в 824 году среди коннахтцев произошла новая междоусобная битва, но после этого события сведения о восстаниях против Диармайта в источниках отсутствуют.
Стремясь заручиться поддержкой ирландского духовенства, а также, возможно, легитимизировать свою власть в глазах коннахтцев, в 818 и 825 годах Диармайт мак Томмалтайг, совместно с аббатом Армы Артри мак Конхобайром, провозглашал в королевстве «закон Патрика». Этот свод правил был разработан в аббатстве в Арме и представлял собой систему штрафов, налагавшихся на королевских подданных за различные преступления. Ранее брат Диармайта Муиргиус мак Томмалтайг также дважды провозгласил главенство «закона Патрика» на землях Коннахта.
В 829 году произошёл конфликт Диармайта мак Томмалтайга с верховным королём Ирландии Конхобаром мак Доннхадой: войско верховного короля вторглось во владения Диармайта и нанесло коннахтцам поражение в битве. В следующем году союзник Конхобара, король Мунстера Федлимид мак Кримтайнн, разорил земли коннахтского септа Уи Бриуйн Сеола, центром владений которого был Туам в современном графстве Голуэй. Однако союз королей Конхобара и Федлимида долго не просуществовал: уже в 830 году анналы сообщают об убийстве мунстерцами во время похода на Коннахт Фалломана мак Доннхады, брата верховного короля Ирландии, и о начале в 831 году войны между двумя правителями.
Диармайт мак Томмалтайг умер в 833 году. Престол Коннахта унаследовал его племянник Катал мак Муиргиусса.